# Stadtpalais Kühler Brunnen

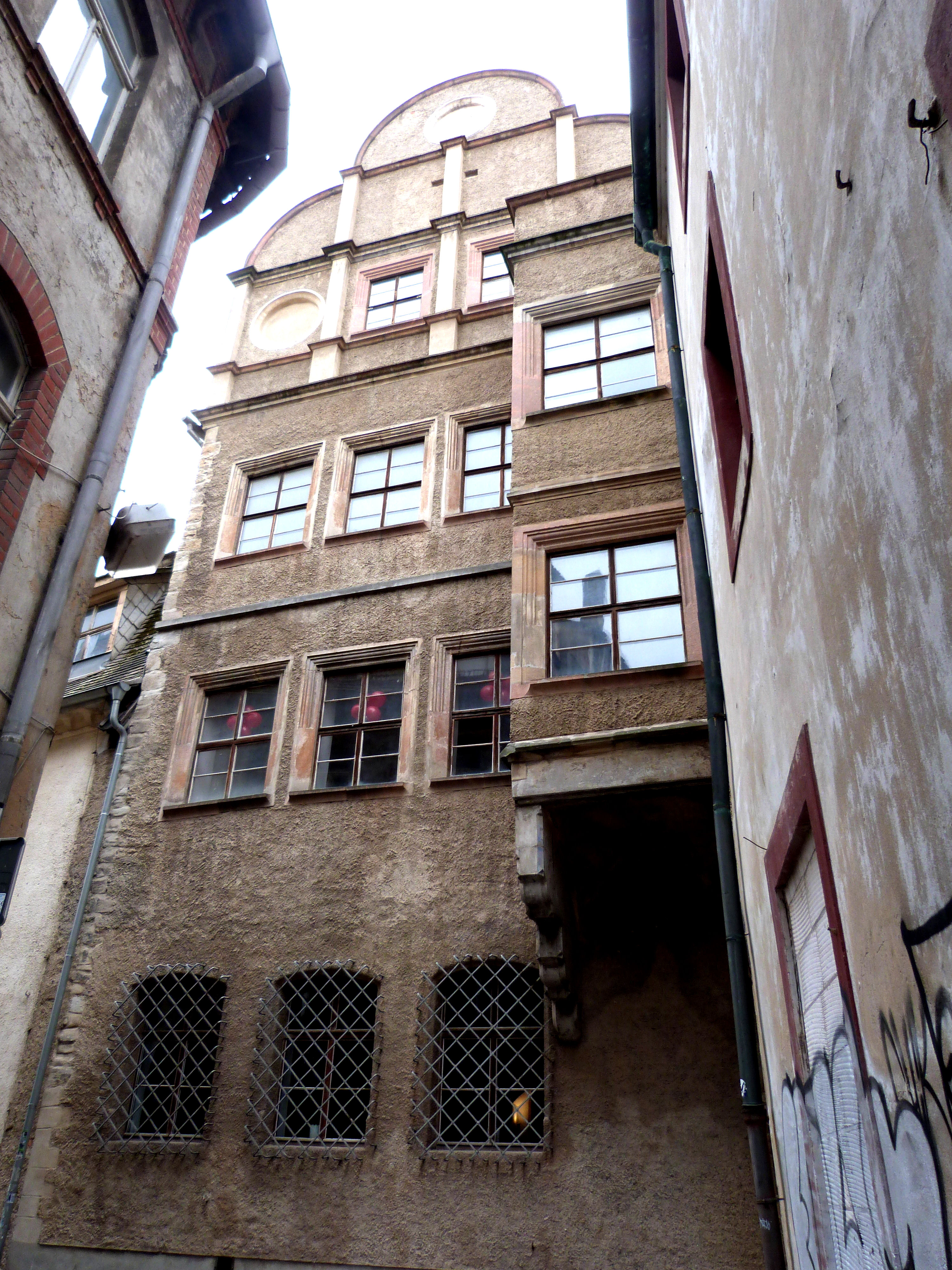
Der Saalbau des Stadtpalais, gesehen von der Gasse Kühler Brunnen

Das Stadtpalais Kühler Brunnen, auch Zum Kühlen Brunnen oder Kühlebrunnen, ist ein in der ersten Hälfte des 16. Jahrhunderts in Halle (Saale) erbautes, palastartig ausgedehntes Wohn- und Handelshaus. Mit dem Halleschen Dom und der Neuen Residenz gehört es zu den bedeutendsten Bauwerken der mitteldeutschen Frührenaissance und ist der bemerkenswerteste hallesche Profanbau des 16. Jahrhunderts. Im Denkmalverzeichnis der Stadt Halle ist das Palais unter der Erfassungsnummer 094 11591 als Wohnhaus verzeichnet.

## Lage
Das weiträumige Anwesen mit zwei Innenhöfen erstreckt sich vom Marktplatz im Süden entlang der Gasse Kühler Brunnen bis zur Großen Nikolaistraße im Norden, von wo es durch ein im Jahre 1964 abgetragenes Torhaus zu betreten und zu befahren war. Zum Komplex gehören auch die heute getrennten Häuser Markt Nr. 15 und Nr. 16, im 16. Jahrhundert eine Einheit und dem Bauherrn als Wohnhaus dienend.

## Baugeschichte

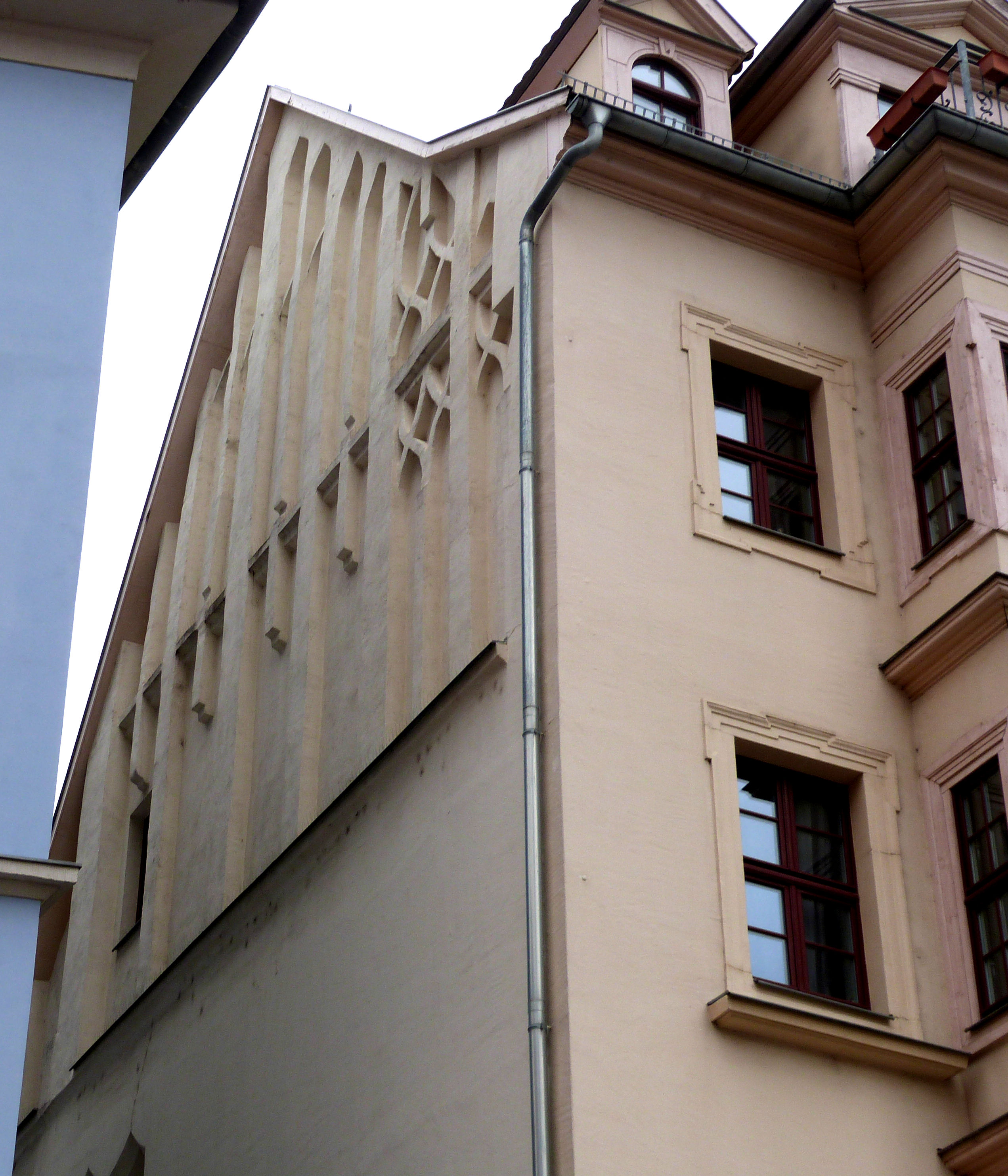
Spätgotischer Giebel am Haus Markt 15

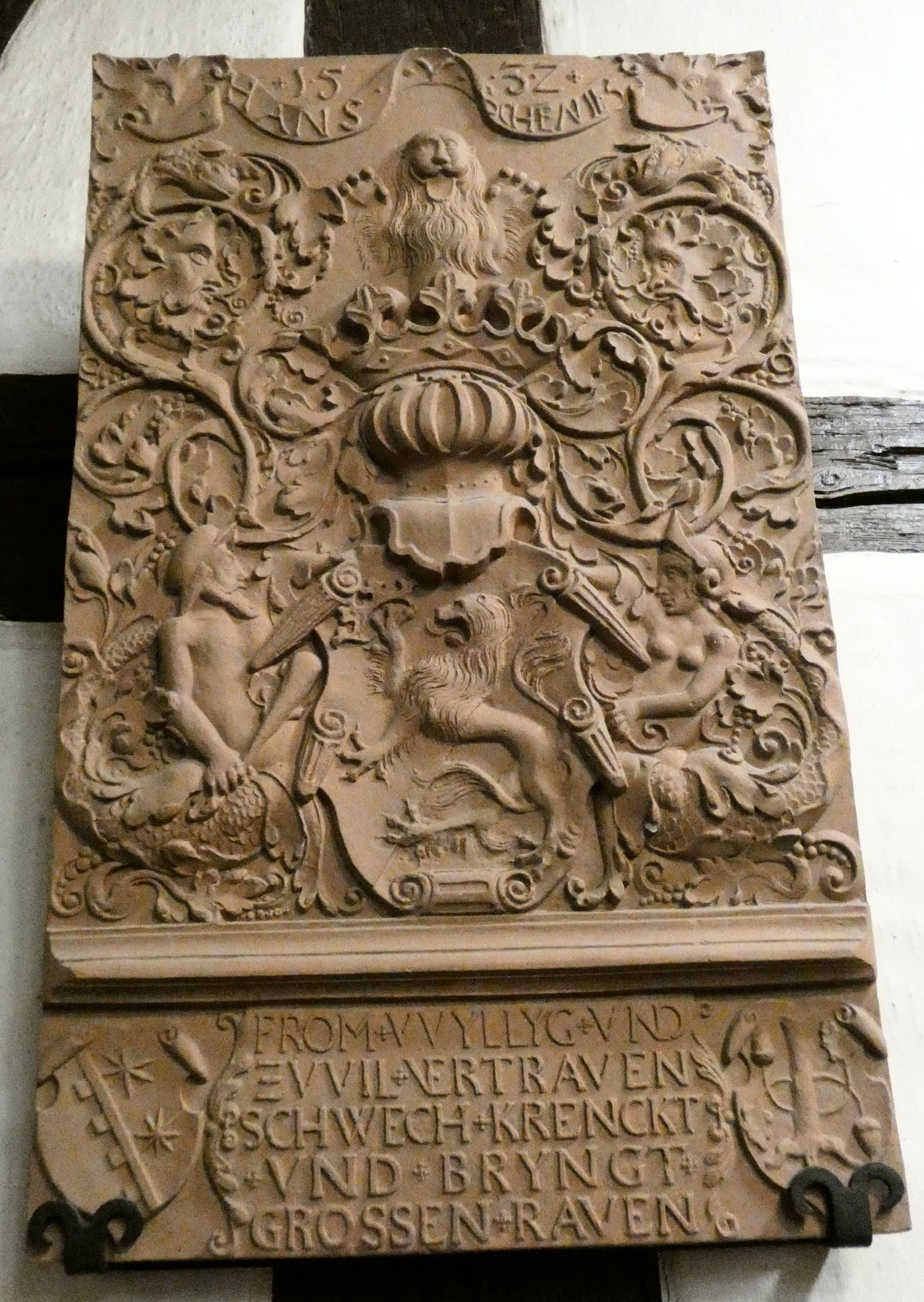
Hauszeichentafel des Hans von Schönitz, Technisches Halloren- und Salinemuseum, Gipsabguss

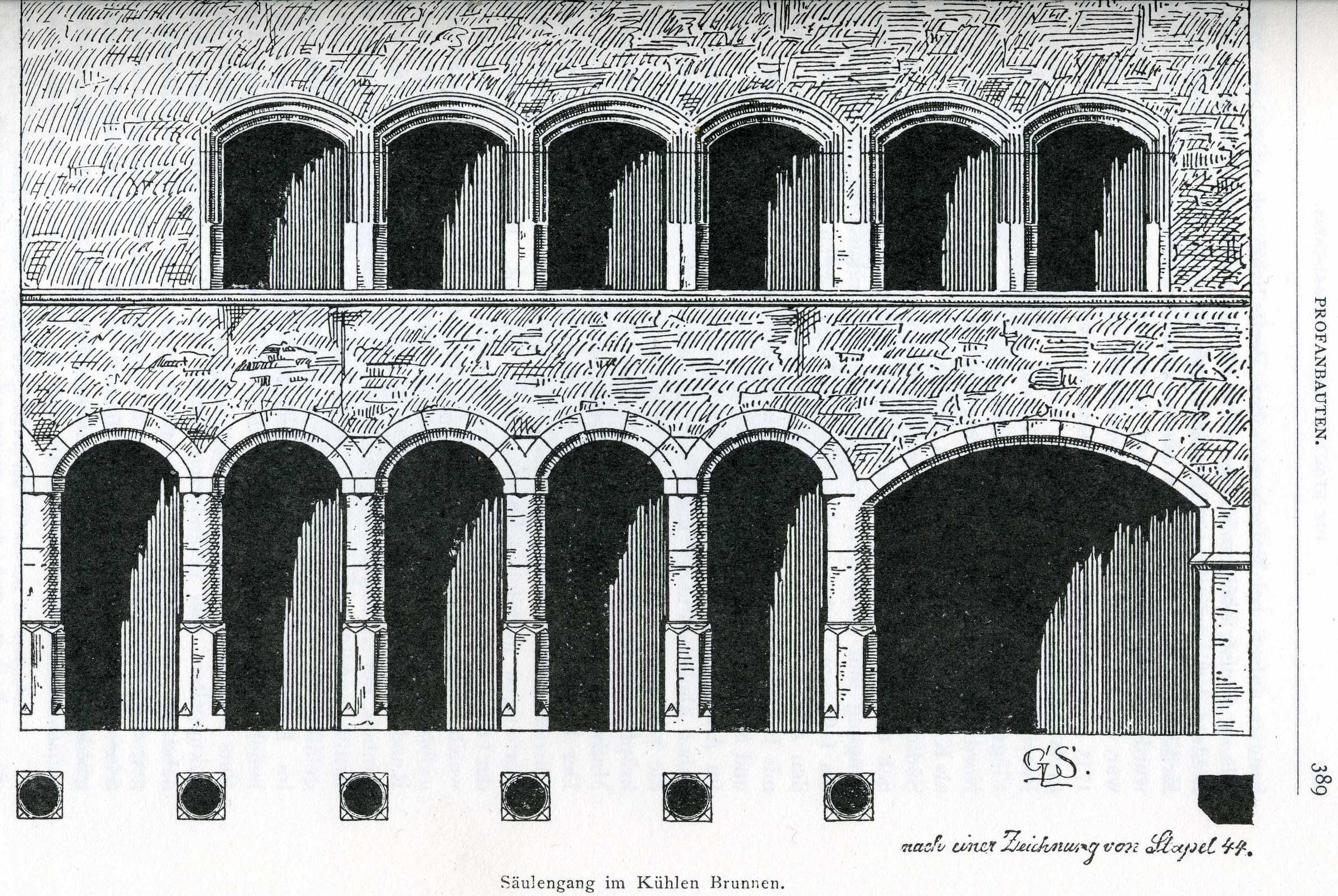
Ehemaliger Arkadenbau nach einer Zeichnung von August Stapel

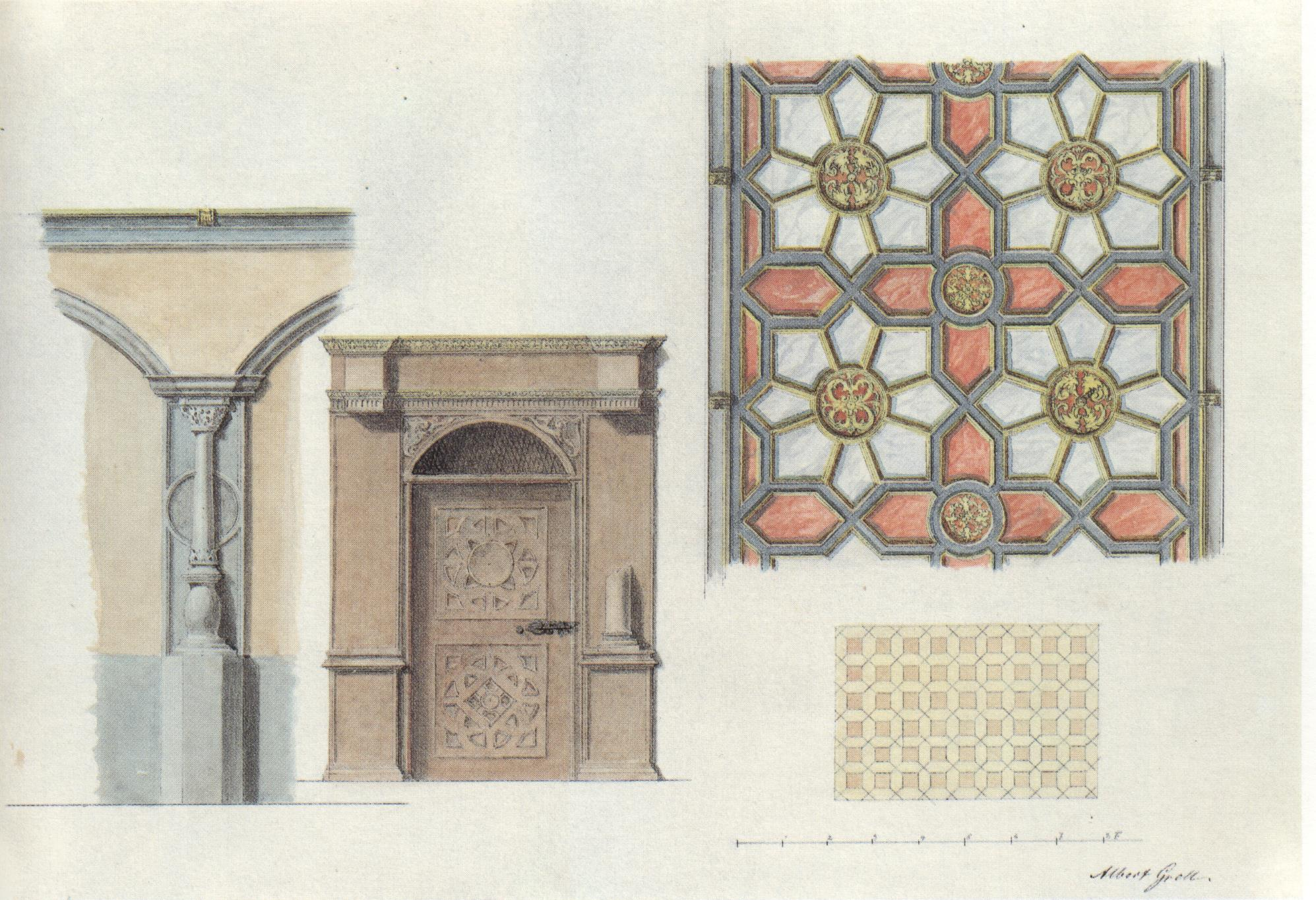
Decke, Fußboden, Tür und Pfeiler im Stadtpalais, Aquarell von Albert Grell, ca. 1857

Nach dem Historiker und Heimatforscher Siegmar von Schultze-Galléra befand sich ursprünglich an der Stelle des Stadtpalastes ein städtisches Freudenhaus, der sogenannte Tittenklapp. 1522 erwarb der Kämmerer und Vertraute des Kardinals Albrecht von Brandenburg, Hans von Schönitz, mit Unterstützung desselben vom Neuwerkstift eine am Markt gelegene „Hofstette“ (Markt 15 und 16) und das zwischen diesem Grundstück und dem Großen Schlamm (der heutigen Großen Nikolaistraße) sich erstreckende ehemalige Friedhofsgelände der Lambertikapelle, um sich einen um zwei Innenhöfe gruppierten Gebäudekomplex als seinen Wohn- und Geschäftssitz zu errichten. Schönitz unterstand auch das fürstliche Bauwesen der Stadt, entsprechend repräsentativ sollte auch sein eigenes Anwesen sein. Die für den Bau aufgewendete horrende Summe von 20.000 Gulden entstammte wenigstens zum Teil unlauteren Finanzmanipulationen, die für Schönitz schließlich am Galgen endeten. Der Name des Palastes Kühler Brunnen wurde von einem Brunnen mit kühlem Wasser abgeleitet, der sich auf dem Grundstück befand. Der vom Markt zum Palast führende Weg hieß ursprünglich die Taube Gasse, eine im Mittelalter übliche Bezeichnung für eine Sackgasse, und erhielt erst im Laufe des 19. Jahrhunderts den Namen des Bauwerkes Kühler Brunnen.
Trotz der Bauinschrift „Dis Haus hat Hans v. Schenitz gebauet im 1531 jar“ am Portal der Hofseite des Hauses Markt 16 hat Schönitz das Haus von Grund auf nicht neu gebaut, denn die spätgotische Giebelwand des Eckhauses Markt 15 weist die Jahreszahl 1512 auf, als Hans von Schönitz gerade 13 Jahre alt war. In den folgenden Jahren bis 1532 entstanden des Weiteren hofseitig ein westlicher Seitenflügel und östlich als zweiter Seitenflügel die sogenannte Galerie. Beide verbanden das Wohnhaus mit dem rückwärtigen stattlichen dreigeschossigen Küchenbau, dessen Dachwerk 1530 datiert. Diese vier Bauwerke umschließen den vorderen Innenhof. Rückwärtig an das Küchenhaus schloss östlich als Seitenflügel der heute nicht mehr vorhandene Arkadenbau an und westlich der repräsentative Saalbau und Hofgebäude. Mit dem nördlich an der Großen Nikolaistraße zwischen den beiden Flügeln errichteten Torhaus wurde der hintere Innenhof geschlossen.
An der Ausstattung wirkten namhafte Künstler der Zeit: Lucas Cranach d.Ä. und seine Werkstatt, Matthias Grünewald, der Altdorfer-Schüler Conrad Faber von Kreuznach, die hallesche Kunsttischlerwerkstatt Gabriel Tuntzels und andere mehr. Die wertvollen Ausstattungsstücke befinden sich heute in verschiedenen Archiven und Museen. Eine wertvolle Hauszeichentafel von Hans von Schönitz aus dem Jahre 1532, geschaffen von dem Fayencekünstler Paul Preuning aus Nürnberg, wurde 1913 vom Kühlen Brunnen in das Kunstmuseum Moritzburg verbracht, wo sie sich noch heute befindet. Die Tafel, die das Schönitzsche Wappen zeigt, besitzt folgende Inschrift ZVV FROM WILLIK VND VIL VERTRAVEN SCHWECHT KURTZET VND BRINGET GROSSEN RAVEN (Zu fromme Willfährigkeit und zu viel Vertrauen schwächt, kränkt und bringt große Reue).
Für die letzte, mit Schönitz’ Verhaftung 1534 endende Bauphase konnte der erzbischöfliche Werkmeister Andreas Günther verpflichtet werden. Er vollendete die Gebäude im nördlichen Hof, insbesondere den Saalbau und den Arkadenbau.
In der Folgezeit wurden die Gebäude an diesem städtebaulich bedeutsamen Platz ständig verändert. Bereits um 1600 wurde das Eckhaus Nr. 15 um ein Geschoss erhöht und mit einem übergiebelten Kastenerker versehen. Gleichzeitig entstand entlang der Gasse Kühler Brunnen ein Flügelbau mit Obergeschossen in Fachwerkkonstruktion und einem Zwerchhaus.
1664 wurde der Schönitzsche Besitz von den Erben an den Rat der Stadt verkauft, der das Haus am Markt in zwei Häuser aufteilte, die heutigen Nummern 15 und 16. Im Jahre 1788 wurde das Haus mit großen Kosten von Dr. med. Joh. Sigismund Biester umgebaut, der das Haus ein Jahr zuvor vom Rat der Stadt gekauft hatte.
Die ältesten erhaltenen Umbaupläne stammen aus dem Jahr 1872. Das ganze Haus sollte als Gaststätte genutzt und modern eingerichtet werden. 25 Jahre später wurde der Tanzsaal aufgegeben und im 2. Obergeschoss richtete man Wohnungen ein. 1907 wurde der Arkadenbau abgebrochen und an seiner Stelle ein Klinkerbau errichtet. Das Torhaus, das mit dem Arkadenbau eine Einheit bildete, wurde 1964 beseitigt.
In der Nordwestecke des Komplexes an der Großen Nikolaistraße, ursprünglich mit Hofgebäude und dem Torhaus besetzt, ist im Jahr 2005 die Gaststätte „Hallesches Brauhaus“ in einem neuen Anbau eröffnet worden; teilweise werden historische Gebäudeteile mitgenutzt.

## Nutzungsgeschichte
Der Stadtpalast soll Kardinal Albrecht von Brandenburg als geheimer Treffpunkt mit seiner Geliebten, einer Italienerin, gedient haben. Neben seinem Wohn- und Geschäftssitz hatte Hans von Schönitz in seinem Palais auch die vom Kardinal Albrecht verliehene Weinschankgerechtigkeit inne. Ein Privileg, gegen das sich der Rat der Stadt Halle heftig, aber vergeblich widersetzte, da es sonst nur der Ratskeller besaß und der Stadtrat die Konkurrenz befürchtete.
Nach der Hinrichtung Schönitzens ging das Palais in den Besitz Albrechts über. Erst nach dessen Tod 1546 gelangte es wieder in die Familie von Schönitz. Durch die Witwe des Salomon von Schönitz, des Enkels von Hans von Schönitz, Maria von Goldstein († 1591), erbten die Patrizier Dürfeld (ihr zweiter Mann war ein Dürfeld) den Schönitzschen Besitz.
1647 traten die Dürfelds den Komplex an die Goldsteins ab, die ihn 1664 für 4300 Taler an den Rat der Stadt verkauften. Der Weinschank, der stets weiter betrieben wurde, ist nun von der Stadt weiter verpachtet worden. Der Kühle Brunnen wurde ebenfalls von Innungen und Handwerkern für deren Zusammenkünfte genutzt. Auch fanden seit Gründung der Universität im Jahre 1694 Sektionen und anatomische Vorlesungen hier statt. Im obersten Geschoss befand sich von 1731 bis 1759 die katholische Kapelle.
Nachdem 1787 Johann Sigismund Biester den Kühlen Brunnen, jedoch ohne Weinschankgerechtigkeit, gekauft und umgebaut hatte, verkaufte er ihn 1797 für 2500 Reichstaler an den Gastwirt Bosse, der bisher im Goldnen Ring die Universitätsbierschankgerechtigkeit innehatte. Dieser verlegte sie nun in den Kühlen Brunnen.
1806 wird die Witwe Westenrieder die Wirtschaft verkaufen. Im Palais befindet sich neben zahlreichen Stuben und Kammern ein großer Tanzsaal für 60 bis 70 Personen. Besonders das Billardspiel wurde hier betrieben. Auch die Landsmannschaft Guestphalia hatte hier ihre Gaststätte. Um 1820 war das Haus eine beliebte Bürgerrestauration, wo man Broihan, das hallesche Nationalgetränk, trinken konnte. Am 19. April 1868 wurde im Kühlen Brunnen die Hallesche Ortsgruppe des Allgemeinen Deutschen Arbeitervereins gegründet.
Bis 1912 entstand aus dem Kühlen Brunnen ein Wohnhaus. Die zunächst noch im Erdgeschoss befindliche Gaststätte wurde 1952 geschlossen. Die Räume wurden anschließend als Lager genutzt. Nachdem Mitte der 1960er Jahre die Wohnungen geräumt wurden, sollte in den 1970er und 1980er Jahren das gesamte Areal vom Marktplatz bis zur Großen Nikolaistraße zusammengeführt und zu einer kulturellen Einrichtung mit Klubgaststätte – angedacht war ein Gesellschaftshaus des Verbandes der bildenden Künstler und Architekten des damaligen Bezirkes Halle – ausgebaut werden. Die Rückübertragung nach der Wende in Privateigentum setzte den begonnenen Restaurierungen ein vorläufiges Ende.
Zur großen überregionalen Ausstellung Albrecht von Brandenburg, Renaissancefürst und Mäzen im Jahre 2006 anlässlich des 1200. Stadtjubiläums von Halle, gehörte der Kühle Brunnen, neben der Moritzburg, dem Halleschen Dom und der Neuen Residenz, zu den Ausstellungsstandorten.

## Beschreibung der noch vorhandenen Gebäude

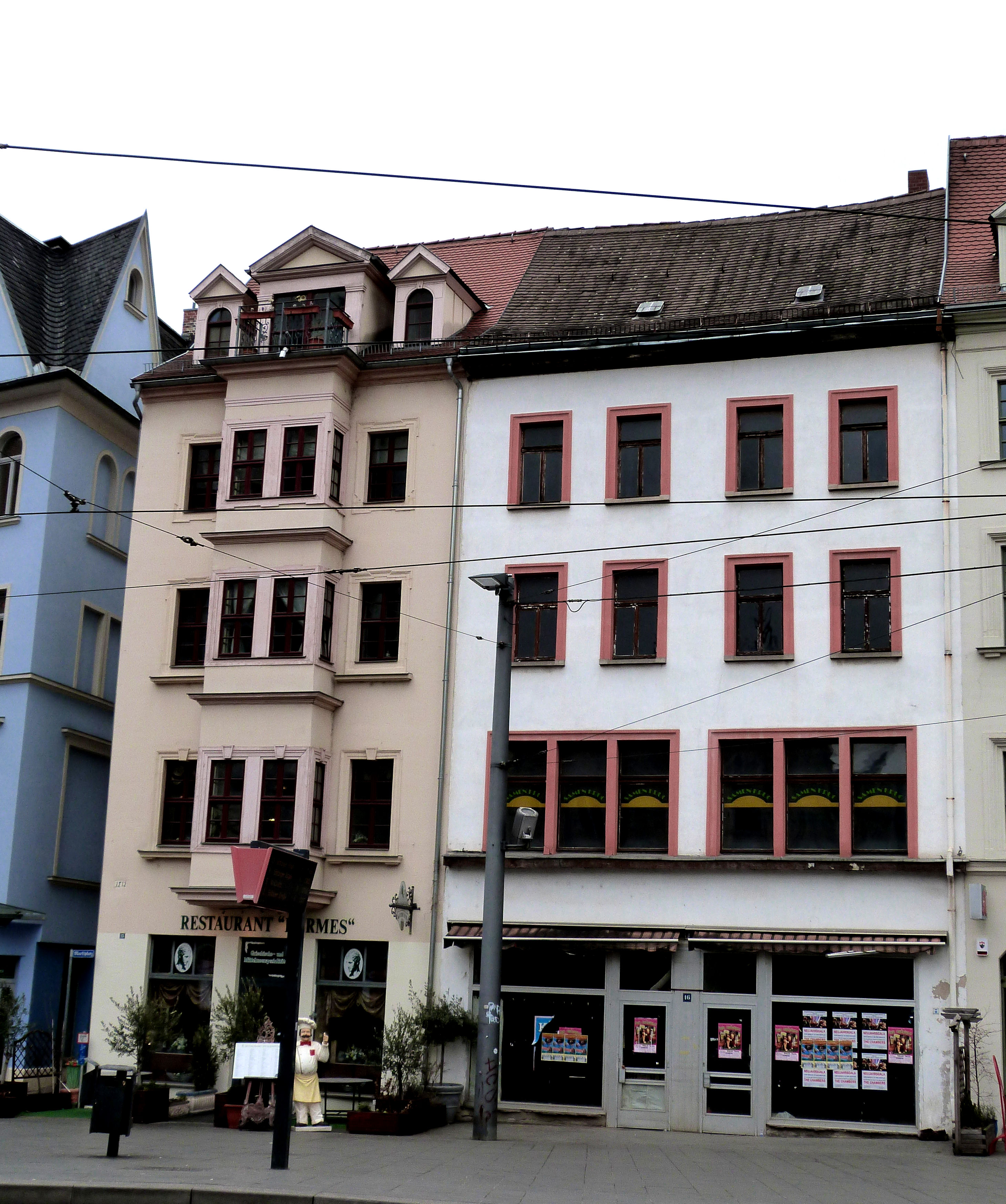
Markt 15 und 16

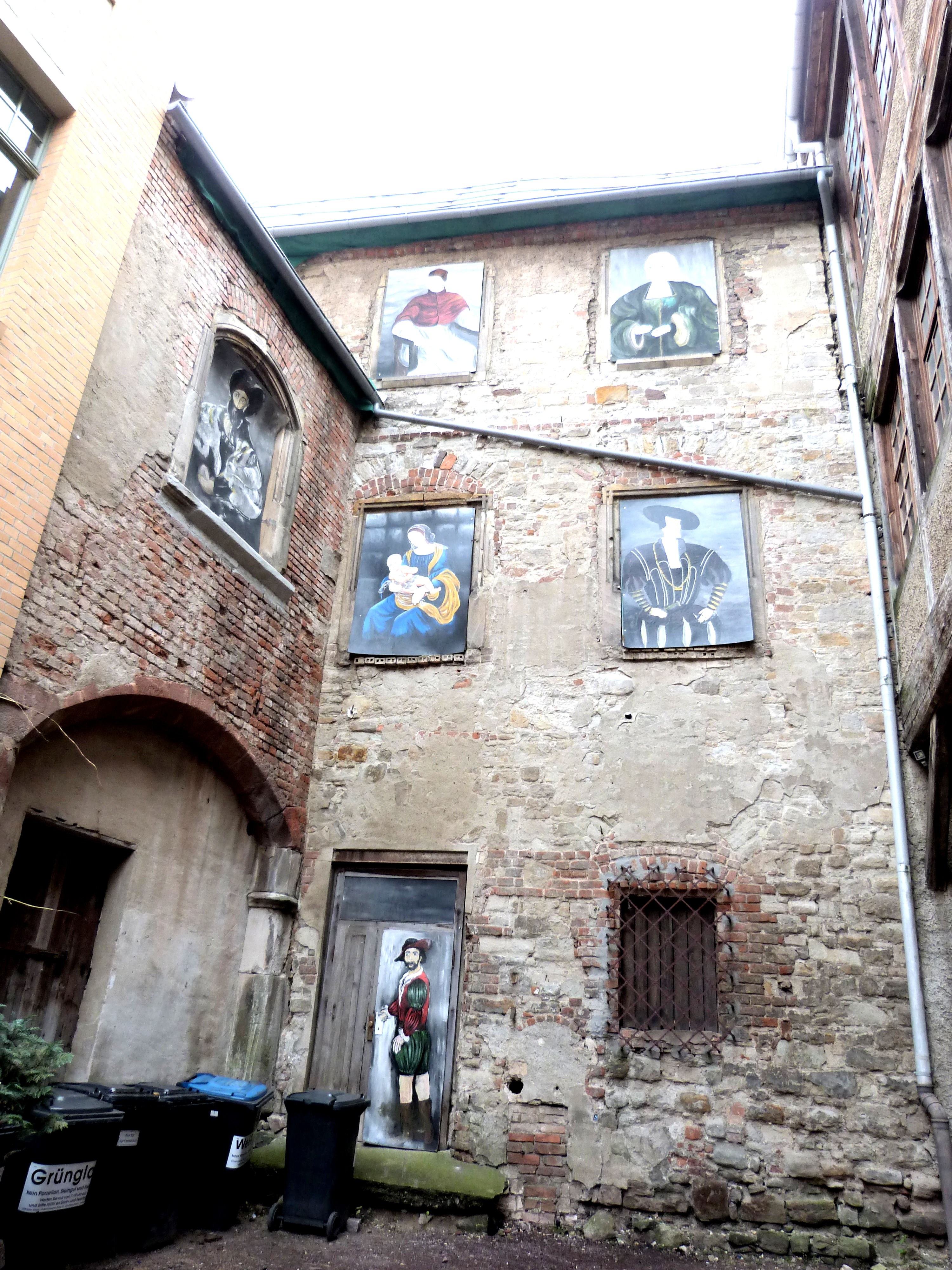
Küchenbau, vom nördlichen Innenhof gesehen

### Wohnhaus
Das ehemalige Wohnhaus des Hans von Schönitz, heute die Häuser Markt 15 und 16, ist nach der Inschrift am Hofportal ein Bauwerk der Frührenaissance. Jedoch sind andere Formen des Hauses, wie die Fenster der Hofseite und die Lisenen mit dem spitzbogig endenden Maßwerk spätgotisch, ebenso wie die westliche Giebelwand des Hauses Markt 15. Die Konstruktion des Dachstuhls, der gleichzeitig mit den Giebeln über beiden Häusern aufgesetzt wurde, beweist das ursprünglich nur ein Haus. Hans von Schönitz baute dieses schon bestehende Haus nach seinen Bedürfnissen um und gestaltete vermutlich auch die Front zum Markt als prachtvolle Renaissancefassade, die heute jedoch nicht mehr feststellbar ist. Das Innere des Wohnhauses am Markt, was vor allem auch die Raumaufteilung betrifft, ist durch erhebliche Umbauten im Laufe der Jahrhunderte stark verändert worden. Jedoch zeugt eine gut erhaltene Stuckdecke mit Motiven der fünf Sinne von der ehemals reichen Ausstattung. Heute präsentieren sich beide Häuser als viergeschossige Putzbauten unterschiedlichen Gepräges; die Nr. 15, in der sich heute das Restaurant „Hermes“ befindet, mit Mittelerker, kleinem Zwerchhaus und barocken Fenstergewänden sowie mit dem an der Westwand freigelegten gotischen Ziergiebel; die Nr. 16 mit einem kargeren barocken Fassadenbild und schlicht profilierten Fenstergewänden, auf der Hofseite ein steiler maßwerkverzierter Giebel der Spätgotik.

### Galerie
Dieser Trakt verbindet an der Ostseite des südlichen Innenhofes, der öffentlich nicht zu betreten ist, das Wohnhaus und das Küchenhaus. Entgegen der äußeren Erscheinung, die dem 19. Jahrhundert behaftet ist, weist das Innere den Bau als der frühen Renaissance zugehörig; zu erkennen an Wandgliederungen, Türgewänden, einer einzigartigen Saaldecke, eines Sandsteinportals nach venezianischem Vorbild wie auch eines Renaissance-Kamins mit Säulen aus der Frühgotik im Erdgeschoss. Ebenfalls im Erdgeschoss befand sich nach der bekannten Quellenlage ein Arkadengang, darüber eine Wand mit gereihten Feldern und im ersten Obergeschoss ein Prunksaal. Es kann vermutet werden, dass Schönitz hier auch eine Gemäldegalerie und andere wertvolle Kunstschätze verwahrt hat.

### Küchenbau
Wie auch das Haus am Markt ist auch der sich im Zentrum zwischen dem südlichen und dem nördlichen Innenhof befindliche reich gewölbte Küchenbau, dessen Kreuzgewölbe des quadratischen Küchenraumes auf einer stämmigen Mittelsäule ruhen, noch der späten Gotik verhaftet. Die östliche Giebelwand des Küchenbaus ist mit gotischem Backsteinmaßwerk verziert. Vermutlich hatte der Bau an der westlichen Gegenwand zur Straßenseite eine ähnliche Giebelwand. Für die Lagerung von Vorräten stand ausreichend Platz im angrenzenden Raum und in drei tonnengewölbten Kellern zur Verfügung.

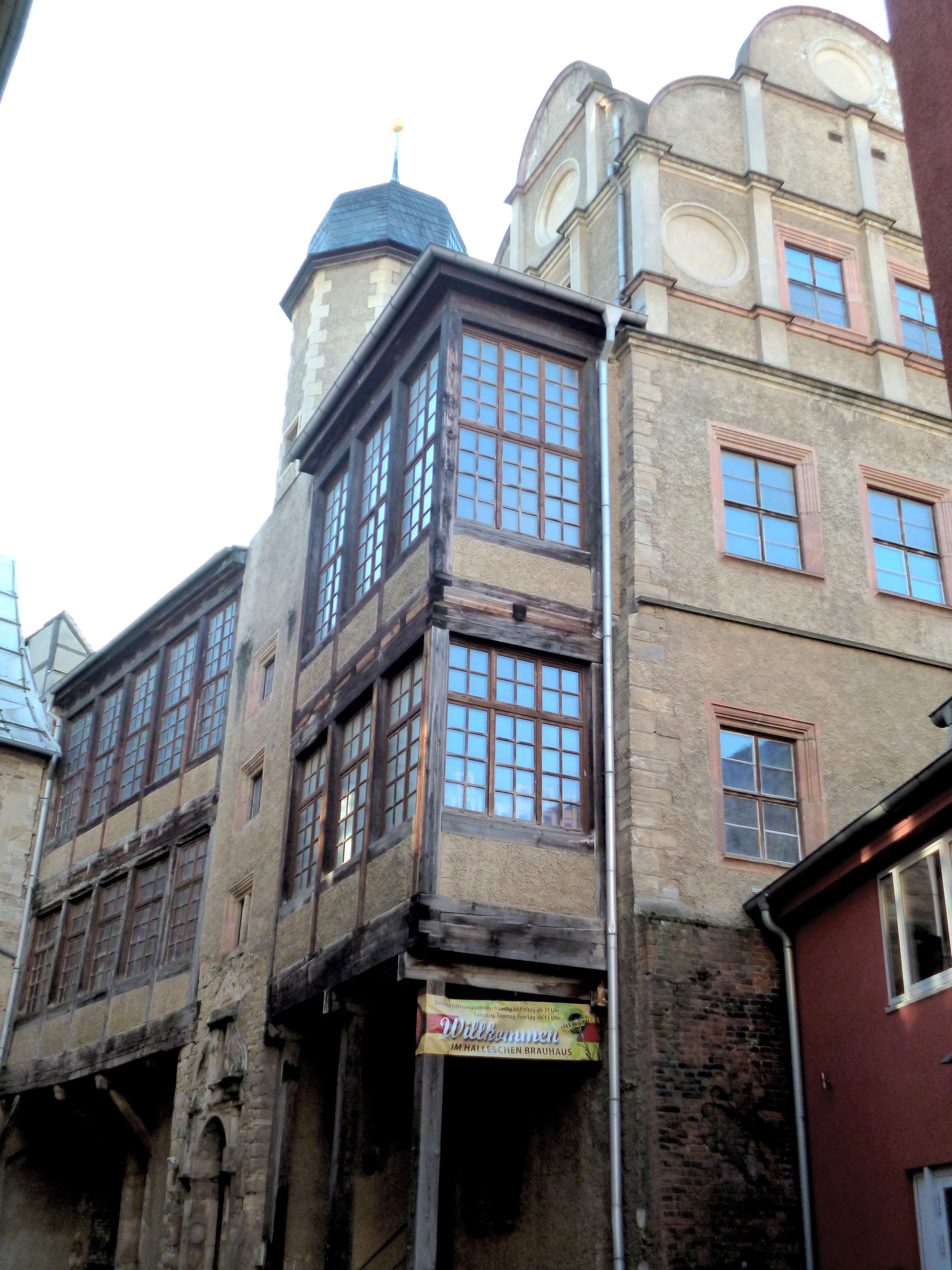
Saalbau mit Fachwerkgalerie, vom nördlichen Innenhof gesehen

### Saalbau
Der den nördlichen Innenhof beherrschende turmartig komprimierte Saalbau, oft als der eigentliche „Kühle Brunnen“ bezeichnet, ist das Hauptgebäude und auch das prächtigste Gebäude des Komplexes. Ein markanter Kastenerker wie eine verglaste doppelstöckige Fachwerkgalerie prägen das „Gesicht“ des Palastes. Auffällig sind sechs Rundbogengiebel, welche auch den Halleschen Dom charakterisieren. Diese sogenannten „welschen Giebel“ werden dem Baumeister Andreas Günther zugeschrieben, der als Wegbereiter der mitteldeutschen Frührenaissance gilt. Mit dem vorgesetzten Treppenturm und dessen bekrönender Haube war der Saalbau Stadtpalast und Gaststätte zugleich. Zweigeschossige Keller dienten als Lagerstätten für Bier und Wein. Im Erdgeschoss war ein zweigeteilter Raum den zechenden Gästen vorbehalten. Über der Gaststätte lagen für den Privatgebrauch zwei saalartige Gemächer und im zweiten Stock ein Festsaal mit verschwenderischer Ausstattung. Das Rundportal von 1532 am hofbeherrschenden Wendelstein gilt als frühestes Beispiel italienischen Formenimports in der mitteldeutschen Renaissance-Architektur.

## Denkmalpflege / künftige Nutzung
Schon vor der Räumung der Wohnungen wurde der Saalbau von Studenten auf Anregung des damaligen Stadtarchitekten mit dem Ziel vermessen, wieder eine Gaststätte einzurichten. Gleichzeitig entstand im damaligen Institut für Denkmalpflege eine Studie zur Erhaltung des Gebäudes. Für die Nutzung wurden die Varianten Gaststätte, Museum oder Angliederung an die benachbarte Poliklinik vorgeschlagen. Um dem drohenden Verfall nach der Wohnungsräumung und eventuellen Abriss zu entgehen, wurden seit 1977 Sicherungsmaßnahmen durchgeführt sowie Bauforschung betrieben. Der wirtschaftliche Niedergang Ende der 1980er Jahre brachte die Bautätigkeit jedoch zum Erliegen. Auch die politische Wende konnte die immer noch andauernde Stagnation am Kühlen Brunnen nicht durchbrechen.
Aufgenommen in die Liste gefährdeter Baudenkmale steht das bedeutendste Patrizieranwesen der Stadt Halle derzeit weitgehend leer. Das Forschungsprojekt „Das Renaissancepalais Kühler Brunnen des Hans von Schenitz“ des Instituts für Kunstgeschichte der Martin-Luther-Universität Halle-Wittenberg in den Jahren 2007/2008 setzte sich eine umfassende kunsthistorische Würdigung von Architektur und Ausstattung des patrizischen Anwesens zum Ziel. Beabsichtigt sind eine erstmalige Zusammenstellung und Auswertung sämtlicher Schrift- und Bildquellen sowie historische Forschungen zur Besitzer- und Nutzungsgeschichte. Die Studie soll eine Grundlage für den künftigen Umgang mit der künstlerisch hochwertigen, aber gefährdeten Bausubstanz und dessen Interieur schaffen.
Der Kühle Brunnen ist 1999 von einem Firmenverbund gekauft worden. Derzeitige Eigentümer des Komplexes (Stand Anfang 2018) sind drei verschiedene Immobilienunternehmen. Das Haus Markt 16 mit dem östlichen Galerieanbau ist im Sommer 2017 von der Immobilienfirma Bauart GmbH erworben worden. Konkrete Pläne zur weiteren Sanierung und Nutzung sind nicht bekannt.